# St. Mariä Himmelfahrt (Blankenheim)

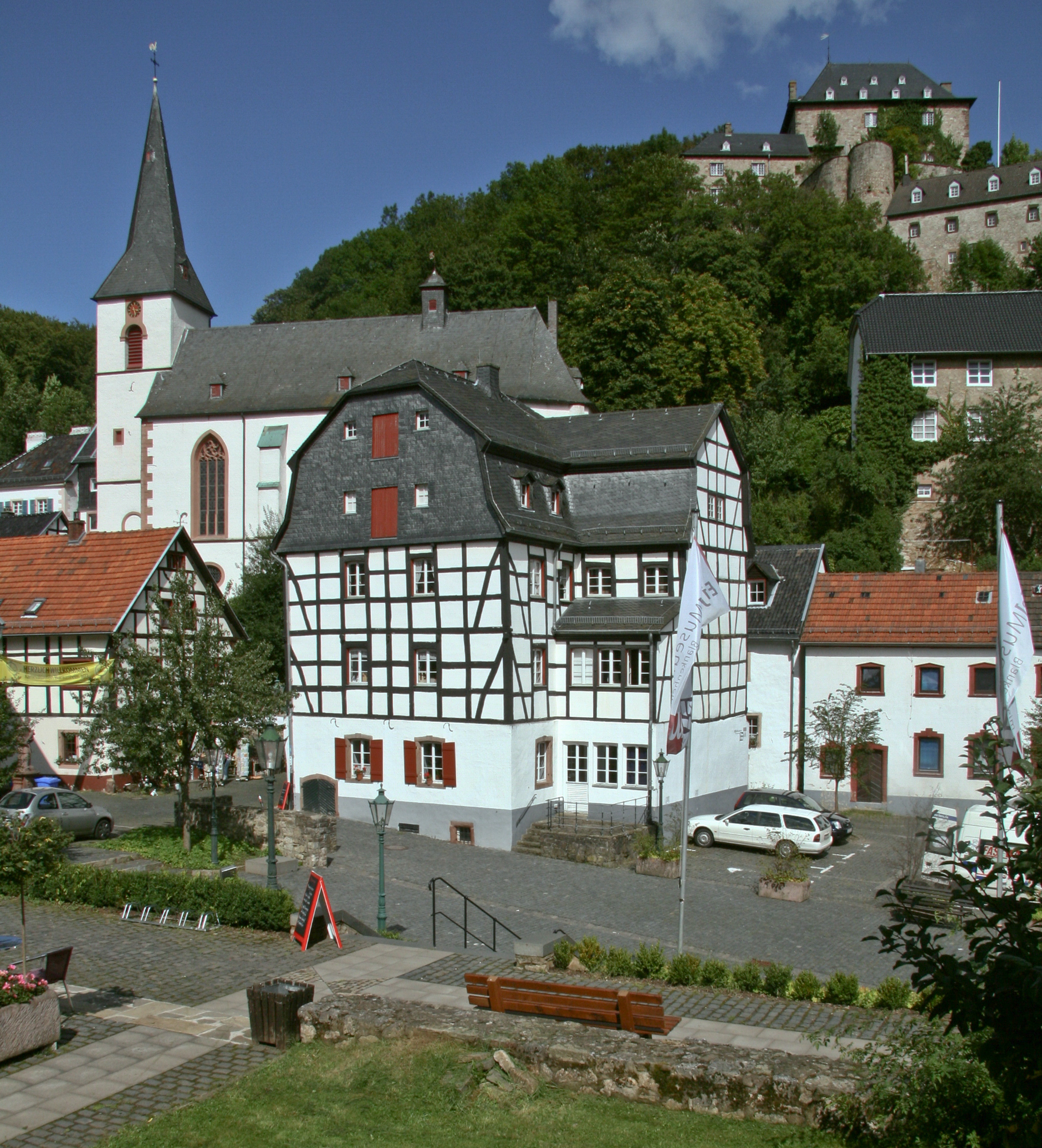
St. Mariä Himmelfahrt mit Burg und Pfarrhaus

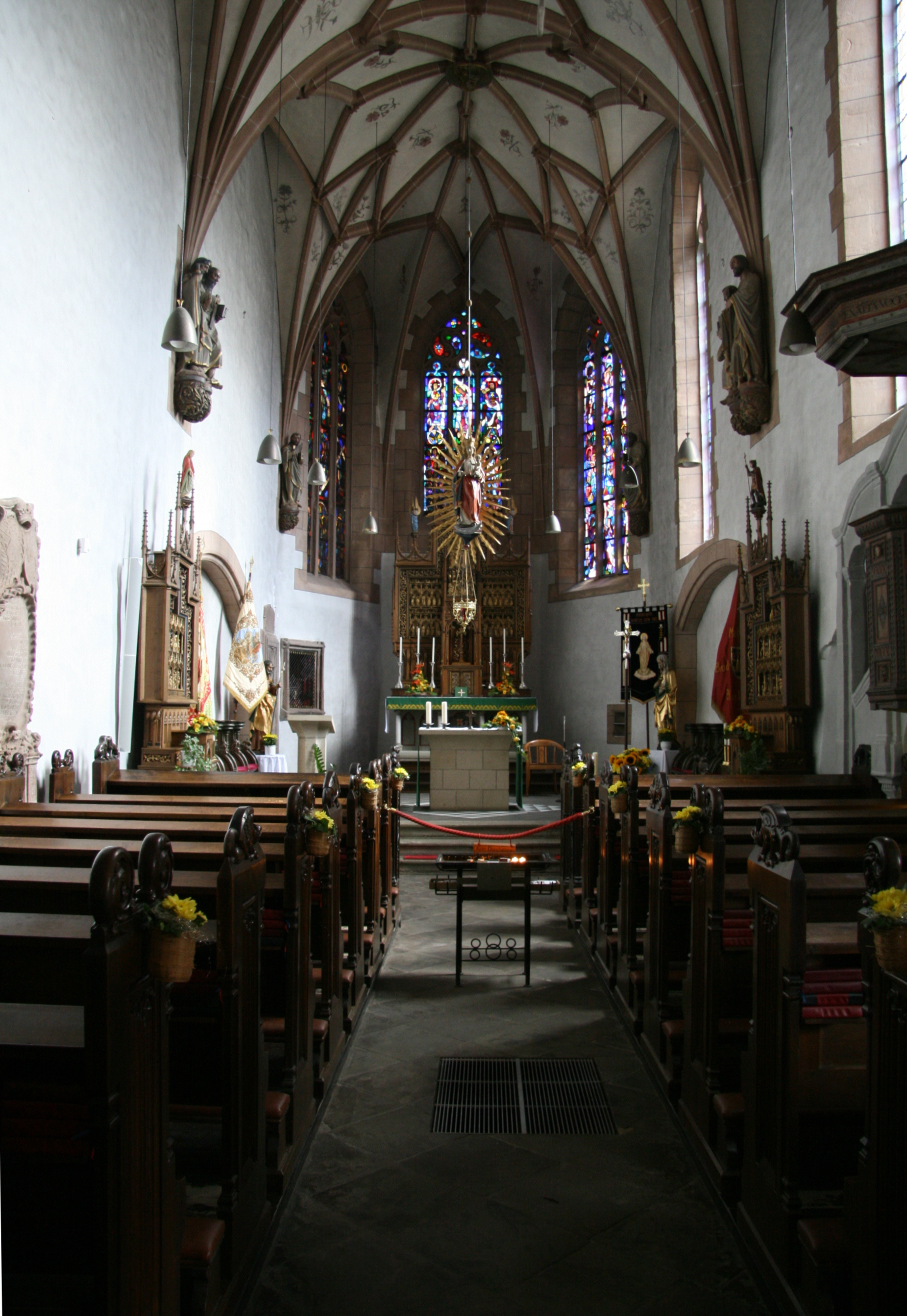
Blick auf den Chor

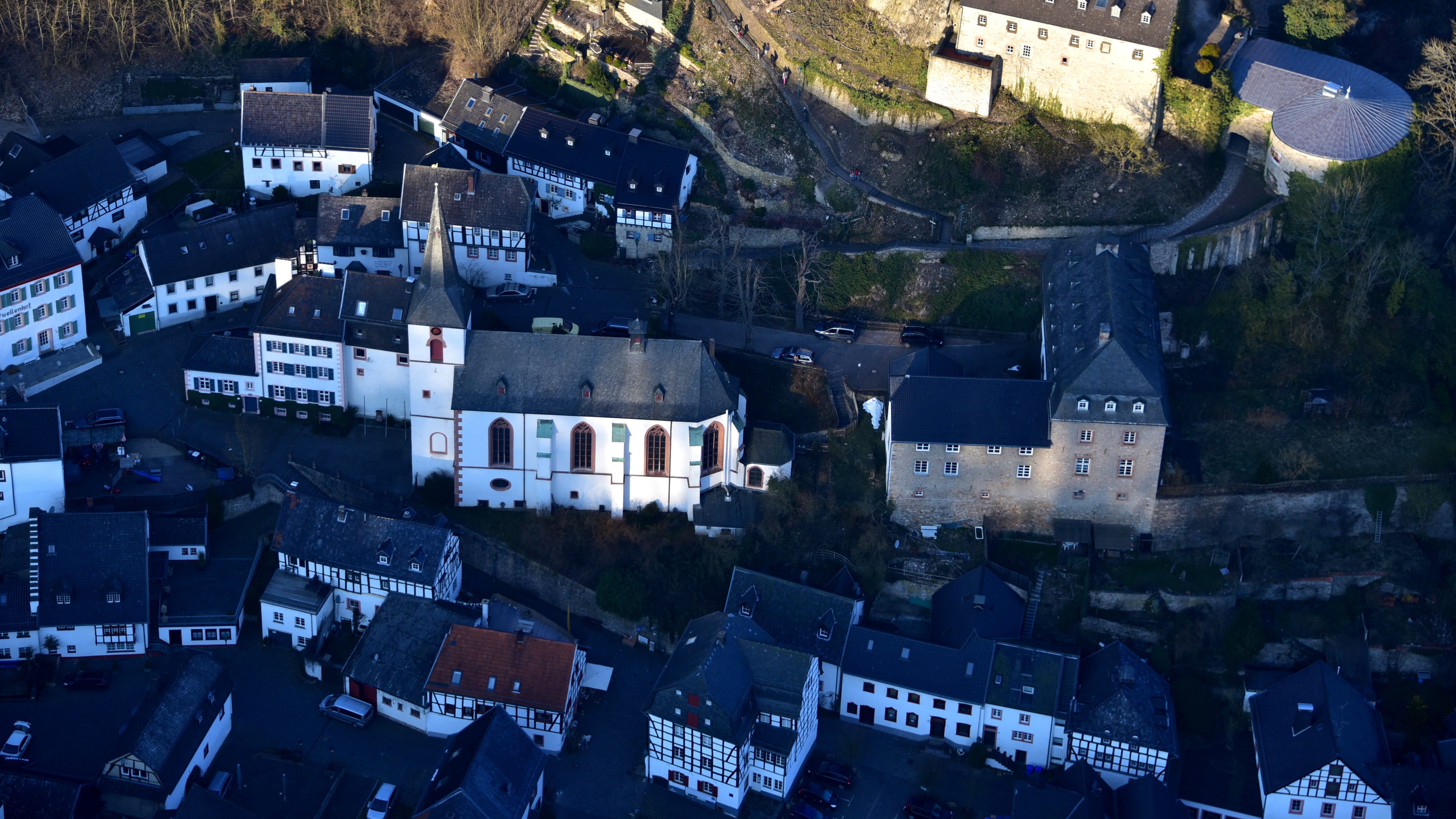
Luftbild (2016)

Die römisch-katholische Pfarrkirche St. Mariä Himmelfahrt ist ein denkmalgeschütztes Kirchengebäude in Blankenheim (Ahr), einer Gemeinde im Kreis Euskirchen (Nordrhein-Westfalen).

## Geschichte und Architektur
Der nach Süden ausgerichtete sterngewölbte Saalbau mit dreiseitigem Chorschluss wurde von 1495 bis 1505 nach einer Stiftung von Johann I. Graf von Manderscheid-Blankenheim-Gerolstein und seiner Ehefrau Margarete errichtet. Die Kirche bildet zusammen mit dem Pfarrhaus des 17. Jahrhunderts und der darüber aufragenden Burg Blankenheim eine beeindruckende Baugruppe. Der Turm wurde 1616 vorgesetzt und unter dem Nordende des Saales ein zweischiffiger Kryptenraum angelegt. Dort wurde 1815 nach Abbruch der Burgkapelle die Grablege der Grafen von Manderscheid-Blankenheim eingerichtet. Die dekorativen spätgotischen Gewölbemalereien wurden von 1954 bis 1956 freigelegt und nach Befund ergänzt. Der Turm wurde am Anfang des 20. Jahrhunderts um ein viertes Geschoss erhöht.

## Ausstattung

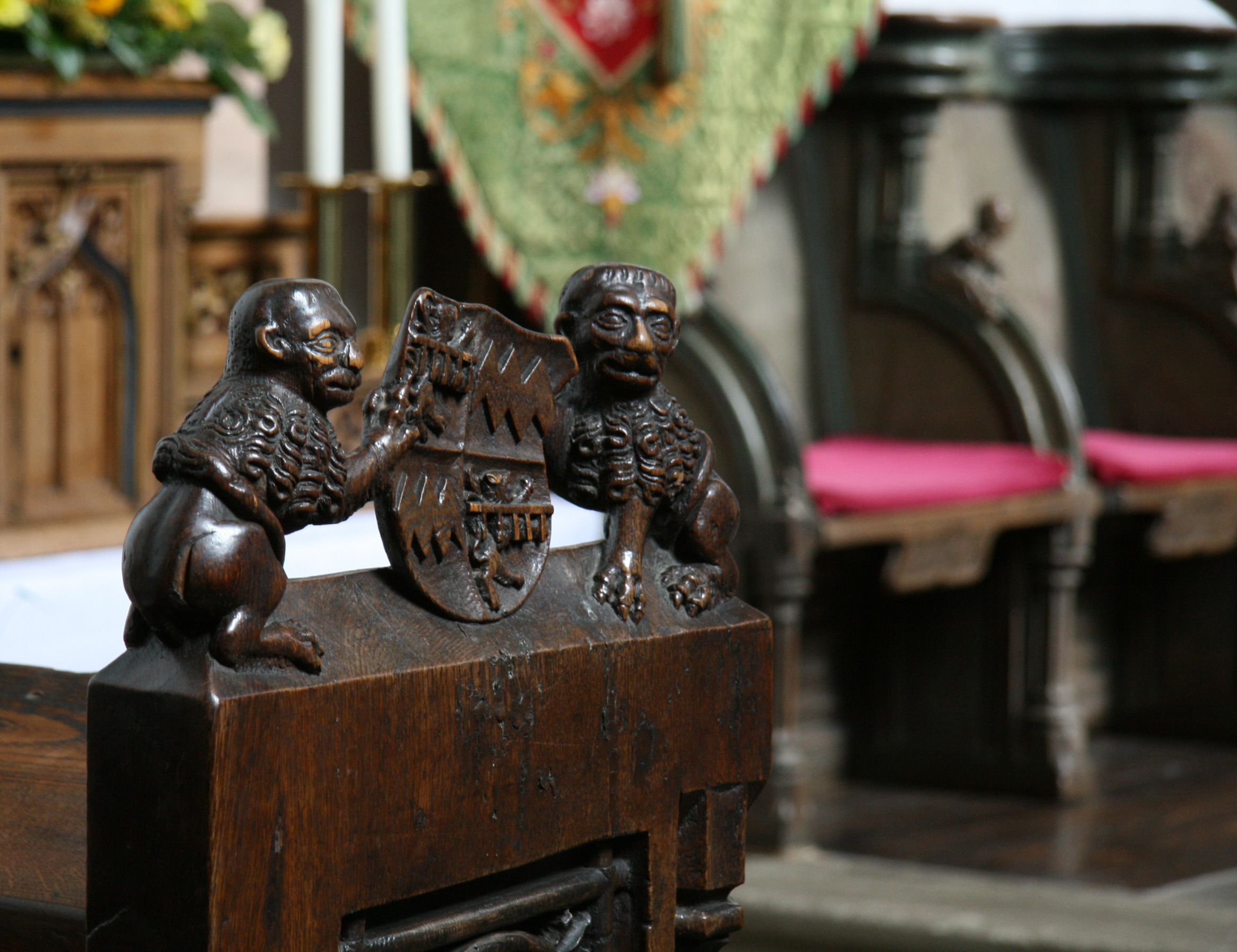
Schnitzerei an einer Kirchenbank

- Die Aufsätze des Hochaltares und der Seitenaltäre sind reich geschnitzte neugotische Schreinarchitekturen aus der Zeit um 1870. Es befinden sich kleinfigurige Schnitzgruppen spätgotischer Altäre darin. Sie stammen aus der ehemaligen Burgkapelle und wurden in der Mitte des 15. Jahrhunderts geschnitzt. Sie wurden im 19. Jahrhundert gefasst und vergoldet.
- Eine rechteckige spätgotische Sakramentsnische mit Durchsteckgitter
- Die Kanzel mit Wandaufgang stammt vom 17. Jahrhundert
- Zwei fünfsitzige spätgotische Chorstühle und zwei aus Resten zusammengesetzte spätgotische Kirchenbänke
- Das Orgelwerk und das Orgelgehäuse wurden 1660 gebaut und zählen somit zu den ältesten dieser Art in Deutschland.[2]
- Auf den den Gewölberippen des Schiffs vorgesetzten Konsolen mit reichen Renaissance-Ornamenten stehen zwölf Apostelfiguren aus Tuff im Stil der Spätgotik.
- Im Chor wird eine Memorientafel aus Sandstein für den Grafen Johannes (gest. 1524) mit einem prachtvollen Wappen derer von Manderscheid-Blankenheim ausgestellt.

### Kirchenschatz
- Zum Kirchenschatz gehören liturgische Geräte und Gewänder des 18. Jahrhunderts.
- Das gestickte Wappen des Gerhard von Loen und seiner Ehefrau

Gerhard von Loen trug in der Mitte des 15. Jahrhunderts für die Burgkapelle einen Reliquienschatz zusammen, der heute zum Kirchenschatz zählt:
- Ein Büstenreliquiar des hl. Georg von der Mitte des 15. oder vom Anfang des 16. Jahrhunderts
- Eine vollkommen gepanzerte lebensgroße Silberbüste. Fußstücke des Sockels und der Rankenfries deuten stilistisch in die Zeit um 1420/1430 und sind hier möglicherweise in Zweitverwendung.
- Sechs kostbare Reliquientücher aus Flandern von der Mitte des 15. Jahrhunderts
- Die von gestickten Engels- und Priesterfiguren dargebotenen Stoffreliquien sind auf reich gemusterten italienischen Samt aufgenäht.